# Filmografia actriței Sally Hawkins

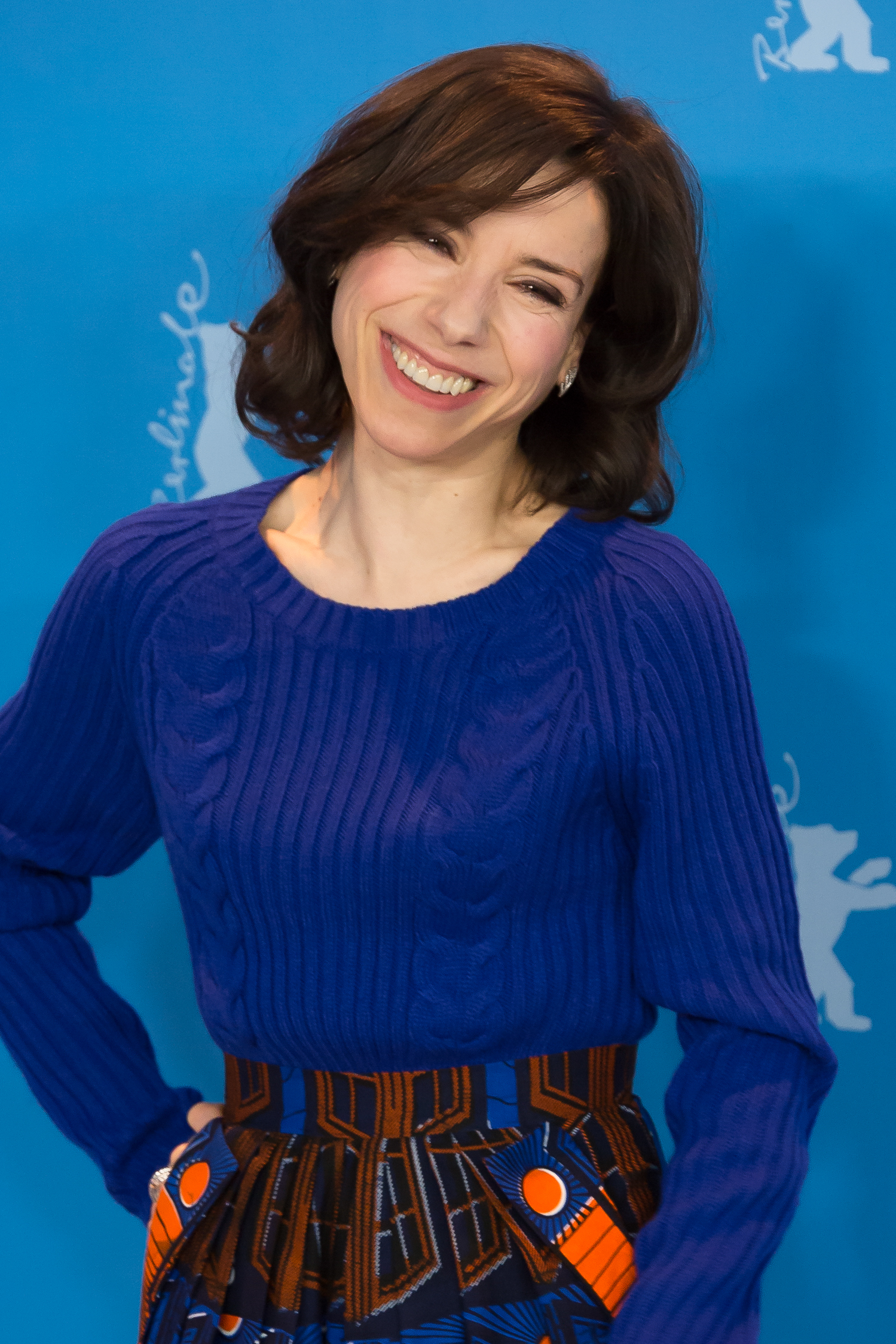
Sally Hawkins la Berlinale în 2017

Sally Hawkins (n. 27 aprilie 1976) este o actriță britanică. Prima performanță cinematografică notabilă a fost odată cu rolul Samantha, în 2002, din filmul regizat de Mike Leigh, All or Nothing. Prima ei apariție majoră într-o producție de televiziune a fost în rolul Susan Trinder din drama BBC Hoția.
Aceasta este filmografia actriței Sally Hawkins:

## Filmografie

### Films
| An   | Titlu                                                | Rol                  | Regizor                | Note                      |
| ---- | ---------------------------------------------------- | -------------------- | ---------------------- | ------------------------- |
| 1999 | Războiul stelelor - Episodul I: Amenințarea fantomei | Villager             | George Lucas           | Nemenționată              |
| 2002 | All or Nothing                                       | Samantha             | Mike Leigh             |                           |
| 2004 | Vera Drake                                           | Susan Wells          | Mike Leigh             |                           |
| 2004 | Layer Cake                                           | Slasher              | Matthew Vaughn         |                           |
| 2007 | Cassandra's Dream                                    | Kate                 | Woody Allen            |                           |
| 2007 | WΔZ                                                  | Elly Carpenter       | Tom Shankland          |                           |
| 2008 | Happy-Go-Lucky                                       | Poppy Cross          | Mike Leigh             |                           |
| 2009 | An Education                                         | Sarah Goldman        | Lone Scherfig          |                           |
| 2009 | Desert Flower                                        | Marylin              | Sherry Hormann         |                           |
| 2009 | Happy Ever Afters                                    | Maura                | Stephen Burke          |                           |
| 2010 | It's a Wonderful Afterlife                           | Linda / Gitali       | Gurinder Chadha        |                           |
| 2010 | Never Let Me Go                                      | Miss Lucy            | Mark Romanek           |                           |
| 2010 | Made in Dagenham                                     | Rita O'Grady         | Nigel Cole             |                           |
| 2010 | Submarine                                            | Jill Tate            | Richard Ayoade         |                           |
| 2011 | Love Birds                                           | Holly                | Paul Murphy            |                           |
| 2011 | Jane Eyre                                            | Mrs Reed             | Cary Joji Fukunaga     |                           |
| 2012 | Great Expectations                                   | Mrs Joe              | Mike Newell            |                           |
| 2013 | All Is Bright                                        | Olga                 | Phil Morrison          |                           |
| 2013 | Blue Jasmine                                         | Ginger               | Woody Allen            |                           |
| 2013 | The Double                                           | Receptionist at Ball | Richard Ayoade         | Cameo                     |
| 2014 | Godzilla                                             | Dr. Vivienne Graham  | Gareth Edwards         |                           |
| 2014 | X+Y                                                  | Julie Ellis          | Morgan Matthews        |                           |
| 2014 | Paddington                                           | Mary Brown           | Paul King              |                           |
| 2016 | Maudie                                               | Maud Lewis           | Aisling Walsh          |                           |
| 2017 | The Shape of Water                                   | Elisa Esposito       | Guillermo del Toro     |                           |
| 2017 | Paddington 2                                         | Mary Brown           | Paul King              |                           |
| 2019 | Godzilla: King of the Monsters                       | Dr. Vivienne Graham  | Michael Dougherty      | Post-producție            |
| TBA  | Eternal Beauty                                       | June                 | Craig Roberts          | Post-producție            |
| TBA  | Kensuke's Kingdom                                    |                      | Neil Boyle Kirk Hendry | Rol de voce, în producție |

### Televiziune
| An        | Titlu                                   | Rol                            | Note                                                             |
| --------- | --------------------------------------- | ------------------------------ | ---------------------------------------------------------------- |
| 1999      | Casualty                                | Emma Lister                    | Episodul: "To Have and to Hold"                                  |
| 2000      | Doctors                                 | Sarah Carne                    | Episodul: "Pretty Baby"                                          |
| 2002      | Tipping the Velvet                      | Zena Blake                     | 2 episoade                                                       |
| 2003–2005 | Little Britain                          | Cathy                          | 3 episoade                                                       |
| 2003      | Promoted to Glory                       | Lisa                           | Film TV                                                          |
| 2003      | The Young Visiters                      | Rosalind                       | Film TV                                                          |
| 2003      | Byron                                   | Mary Shelley                   | Film TV                                                          |
| 2004      | Bunk Bed Boys                           | Helen                          | Film TV                                                          |
| 2005      | Fingersmith                             | Susan Trinder                  | 2 episoade                                                       |
| 2005      | Twenty Thousand Streets Under the Sky   | Ella                           | 3 episoade                                                       |
| 2006      | Shiny Shiny Bright New Hole in My Heart | Nathalie                       | Film TV                                                          |
| 2006      | H. G. Wells: War with the World         | Rebecca West                   | Film TV                                                          |
| 2006      | Man to Man with Dean Learner            | Diverse personaje              | 3 episoade                                                       |
| 2007      | Persuasion                              | Anne Elliot                    | Film TV                                                          |
| 2007      | The Everglades                          |                                | Scurtmetraj TV, și scenaristă                                    |
| 2011      | Little Crackers                         | Mummy                          | Episodul: "Barbara Windsor's Little Cracker: My First Brassiere" |
| 2012      | Room on the Broom                       | Bird (voce)                    | Scurtmetraj TV                                                   |
| 2014      | How and Why                             | Yvonne Hesselman               | Pilot                                                            |
| 2015      | Stick Man                               | Stick Lady (voce)              | Scurtmetraj TV                                                   |
| 2016      | The Hollow Crown                        | Eleanor, Duchess of Gloucester | Episodul: "Henry VI, Part I"                                     |

### Teatru
| An   | Titlu                            | Rol             | Teatru                                     |
| ---- | -------------------------------- | --------------- | ------------------------------------------ |
| 1998 | Accidental Death of an Anarchist |                 | Battersea Arts Centre                      |
| 1998 | Romeo and Juliet                 | Juliet Capulet  | York Theatre Royal                         |
| 1999 | The Dybbuk                       | Leah            | Battersea Arts Centre                      |
| 1999 | The Cherry Orchard               | Anya Ranevskaya | York Theatre Royal                         |
| 1999 | Svejk                            | Kidnapped Dog   | Gate Theatre                               |
| 2000 | A Midsummer Night's Dream        | Hermia          | Open Air Theatre                           |
| 2000 | Much Ado About Nothing           | Hero            | Open Air Theatre                           |
| 2001 | Misconceptions                   | Zoe             | Octagon Theatre                            |
| 2004 | Country Music                    | Lynsey Sargeant | Royal Court Theatre                        |
| 2005 | The House of Bernarda Alba       | Adela Alba      | Royal National Theatre                     |
| 2006 | The Winterling                   | Lue             | Royal Court Theatre                        |
| 2010 | Mrs. Warren's Profession         | Vivie Warren    | American Airlines Theatre                  |
| 2012 | Constellations                   | Marianne        | Royal Court Theatre Duke of York's Theatre |
| 2015 | Letters Live                     | Reader          | Freemasons' Hall                           |

### Radio
| An              | Titlu                                  | Rol            | Note                      |
| --------------- | -------------------------------------- | -------------- | ------------------------- |
| 2002            | Concrete Cow                           | Diverse roluri | BBC Radio 4 și scenaristă |
| 2004            | Think the Unthinkable                  |                | BBC Radio 4               |
| 2004            | The Cenci Family                       | Beatrice Cenci | BBC Radio 4               |
| 2004–2005, 2007 | Ed Reardon's Week                      | Ping           | BBC Radio 4               |
| 2005            | Cash Cows                              | Kerry          | BBC Radio 4               |
| 2005            | War with the Newts                     | Olga           | BBC Radio 4               |
| 2005            | The Party Line                         |                | BBC Radio 4               |
| 2005            | Afternoon Romancers                    | Liz            | BBC Radio 4               |
| 2006            | Salome                                 | Joanna         | BBC Radio 3               |
| 2007            | Cut to the Heart                       | Alice          | BBC Radio 4               |
| 2007            | Demonstrating Grace                    | Narator        | BBC Radio 4               |
| 2010            | Greed All About It                     | Alice          | BBC Radio 4               |
| 2011            | Revolution                             | Therese        | BBC Radio 4               |
| 2015            | Book at Bedtime: The Girl on the Train | Narator        | BBC Radio 4               |

### Scurtmetraj
| An   | Titlu          | Rol     | Regizor           | Note |
| ---- | -------------- | ------- | ----------------- | ---- |
| 1996 | Mirror, Mirror | Jenny   | Wendy Griffin     |      |
| 2006 | Hollow China   | Terri   | Matt Platts-Mills |      |
| 2013 | The Phone Call | Heather | Mat Kirkby        |      |